# Bauschingereffekt

Bauschingereffekt

Der Bauschingereffekt (benannt nach dem im 19. Jahrhundert lebenden Johann Bauschinger) ist die richtungsbestimmte Änderung der Elastizitätsgrenze eines (polykristallinen) Metalls oder Legierung nach einer primären plastischen Verformung.
Verformt man ein Metall zuerst in einer Richtung, so dass es plastisch verformt wird, und verformt es anschließend in entgegengesetzter Richtung, so ist die Elastizitätsgrenze in der entgegengesetzten Richtung niedriger. Grund dafür sind rücktreibende Kräfte von aufgestauten Versetzungen (Fehler bzw. Störstellen) im Werkstoff.
Der Bauschingereffekt entspricht einem elastisch-plastischen Modell eines parallelgeschalteten Elements aus Feder (Hookesche Elastizität) und Reibelement (Coulombsche Reibung), sowie einer weiteren Feder, die dazu in Reihe geschaltet ist.